# Nit Sagnant
Nit Sagnant (en portuguès, Noite Sangrenta) és el nom que va rebre la revolta radical de mariners i operaris de les drassanes de l'armada portuguesa, que va ocórrer a Lisboa a 19 d'octubre de 1921.
En el seu transcurs, van ser assassinats, entre d'altres, el Primer Ministre António Granjo (en el carrec des del 30 d'agost del mateix any); Machado Santos i José Carlos da Maia, dos històrics de la Proclamació de la República Portuguesa; el comandant Freitas da Silva, secretari del Ministeri de la Marina, i el coronel Botelho de Vasconcelos, antic col·laborador de l'exprimer ministre Sidónio Pais (qui havia governat el país de manera dictatorial entre desembre de 1917 i desembre de 1918).
L'origen de la revolta hauria estat la destitució del gabinet de Liberato Pinto (en el càrrec de desembre de 1920 a març de 1921) i la seva posterior condemna a un any de presó, que s'havia fet pública el 10 de setembre. Pinto pretenia imposar un govern militaritzat i els seus partidaris, membres de l'exèrcit i l'armada, es van sublevar.
Els fets de la Nit Sagnant van ser adaptats al teatre i, posteriorment, a la televisió. A més de recollir el propi esdeveniment, la trama se centrava en els esforços de la vídua de José Carlos da Maia, Berta, per descobrir els veritables responsables de la revolta.